# Angelo Hesnard
Angelo Louis Marie Hesnard (Pontivy 1886 – Rochefort 1969), foi um psicanalista e psiquiatra francês.
Hesnard é considerado o responsável pela introdução da psicanálise em França.

## Obras
- Psychanalyse du lieu interhumain
- Psychologie du crime e De Freud a Lacan
- Les névroses - De la clinique à la thérapeutique
- Les processus d’auto-punition